# Excoecaria benthamiana
Excoecaria benthamiana är en törelväxtart som beskrevs av William Botting Hemsley. Excoecaria benthamiana ingår i släktet Excoecaria och familjen törelväxter. IUCN kategoriserar arten globalt som sårbar.
Artens utbredningsområde är Seychellerna. Inga underarter finns listade i Catalogue of Life.